# Next (serie televisiva)
Next (stilizzata come neXt) è una serie televisiva creata da Manny Coto per Fox. Inizialmente il debutto era previsto per metà stagione durante la stagione televisiva degli Stati Uniti 2019-2020, ma è stato posticipato al programma autunnale della stagione televisiva 2020-2021 a fine settembre 2020, a causa della pandemia di COVID-19, e ha debuttato il 6 ottobre 2020.
Nell'ottobre 2020, dopo la trasmissione dei primi due episodi, la serie è stata cancellata. Gli episodi restanti sono comunque andati in onda come programmato.
In Italia la serie è stata pubblicata dal 19 marzo 2021 su Disney+, come Star Original.

## Trama
La serie è incentrata sugli sforzi di un team della Homeland Cybersecurity per contrastare "un'intelligenza artificiale canaglia con le capacità di migliorarsi costantemente".

## Episodi
| Stagione       | Episodi | Prima TV USA | Prima TV Italia |
| -------------- | ------- | ------------ | --------------- |
| Prima stagione | 10      | 2020         | 2021            |

## Personaggi e interpreti

### Personaggi principali
- Paul LeBlanc, interpretato da John Slattery, doppiato da Teo Bellia.
- Shea Salazar, interpretata da Fernanda Andrade, doppiata da Ilaria Latini.
- CM, interpretato da Michael Mosley, doppiato da Massimo Bitossi.
- Ty Salazar, interpretato da Gerardo Celasco, doppiato da Gabriele Lopez.
- Gina, interpretata da Eve Harlow, doppiata da Erica Necci.
- Ben, interpretato da Aaron Moten, doppiato da Alex Polidori.
- Ethan Salazar, interpretato da Evan Whitten, doppiato da Valeriano Corini.
- Abby, interpretata da Elizabeth Cappuccino, doppiata da Eva Padoan.
- Ted LeBlanc, interpretato da Jason Butler Harner, doppiato da Alessio Cigliano.

### Personaggi ricorrenti
- Sarina, interpretata da Ali Ahn.
- Ron Mathis, interpretato da John Cassini.
- Next, voce originale di Dann Fink, italiana di Oreste Baldini.
- Deborah, interpretata da Chaon Cross, doppiata da Barbara De Bortoli.

## Produzione

### Sviluppo
Il 5 febbraio 2019 è stato annunciato che Fox aveva dato alla produzione l'ordine per un pilota. L'episodio pilota è stato scritto da Manny Coto, che è anche produttore esecutivo. Le società di produzione coinvolte nel pilot includono Zaftig Films, Fox Entertainment e la 20th Century Fox Television di proprietà della Disney. Il 9 maggio 2019, è stato annunciato che Fox aveva ordinato la prima stagione della serie. Alcuni giorni dopo, è stato annunciato che la serie sarebbe stata presentata in anteprima come rimpiazzo di metà stagione nel secondo trimestre del 2020. In seguito, è stata successivamente spostata nella programmazione autunnale per la stagione televisiva statunitense 2020-2021. Il 30 Ottobre 2020, la Fox, dopo la trasmissione dei primi due episodi, ha cancellato la serie. Gli episodi restanti continueranno ad andare in onda come programmato.

### Casting
Nel febbraio 2019, è stato annunciato che Eve Harlow era stata scritturata nel pilot. Fu quindi annunciato nel marzo 2019 che Fernanda Andrade e Aaron Moten si erano uniti al cast. Accanto all'ordine del pilota, nel marzo 2019 è stato riferito che Michael Mosley, John Slattery, Jason Butler Harner ed Elizabeth Cappuccino si erano uniti al cast.

## Distribuzione
Il 13 maggio 2019 Fox ha pubblicato il primo trailer della serie.